# Ronde Huis
Het Ronde Huis was een rond landhuis dat nabij Nunspeet in het Zandenbos stond. Het is in 1967 afgebroken, maar sporen ervan zijn nog terug te vinden in het landschap.

## Landgoed

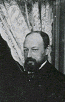
Frank van Vloten

In 1902 kocht Frank van Vloten (1858-1930) van de erven W.J. Lagerweij een stuk bos en heidelandschap ten zuiden van Nunspeet ter grootte van 360 hectare. Hij was de zoon van de filosoof Johannes van Vloten, elektrotechnisch-ingenieur en gehuwd met een niet onbemiddelde vrouw. Op het landgoed liet Frank van Vloten het Ronde Huis bouwen. De eerste steen daarvoor werd gelegd op 25 juni 1906.
Het landgoed omvatte ruwweg het gebied tussen station Nunspeet en Vierhouten waartoe terreinen behoorden als de Vlasmeer, de Roostee, de Mythstee, de Vennen, Saxenheim en Mosterdveen, Erica, Hoogwolde en het Zandenbos. Bij de plaats waar het Ronde Huis stond zijn nog de resten van parkaanleg herkenbaar, met vijvers die omgeven zijn door rododendrons, thuja en valse christusdoorn Van Vloten experimenteerde met verschillende bosbouwmethoden en introduceerde diverse uitheemse bomen en planten. In de jaren van de Eerste Wereldoorlog nam Van Vloten Belgische burgervluchtelingen van Vluchtoord Nunspeet in dienst om boswerkzaamheden uit te voeren. Op het terrein waren ook enkele leemputten.

## Huis
Het Ronde Huis had twee verdiepingen en een plat dak. Er was een toegangsweg die om het huis liep naar de voornaamste toegang, die zich op de eerste verdieping bevond. Op deze verdieping was een balkon rondom het hele gebouw gemaakt. De ronde binnengalerij op de tweede verdieping kreeg licht via een dakkoepel met gekleurd glas. Van daar was er zicht op de benedenhal. Lodewijk van Deyssel schreef in zijn Gedenkschriften de volgende passage over dit huis "... en genaamd het Ronde Huis, daar de kamers van het middenpunt, een kleinen hall, uit, naar den buitenkant zich waaiervormig uitstrekten en de buitenmuur een zuiveren cirkel vormde". Waarom het huis een ronde vorm kreeg is ondertussen onderwerp van speculatie. Zo zou er een discussie zijn over waar de gevel geplaatst moest worden, waarop Van Vloten stelde dat het huis dan maar rond moest worden. Een ander verhaal stelt dat de arbeiders mooi in een kring stonden waarop het besluit viel het huis cirkelvormig te maken. Weer een ander verhaal zegt dat Van Vloten elk moment van de dag de zon wilde zien. Het meest voor de hand liggende verhaal is waarschijnlijk dat van opzichter G.G. Schakelaar: Van Vloten heeft een rond huis gezien tijdens zijn jaren in Spanje, en wilde zoiets op de Veluwe hebben. Met de bouw van het Ronde Huis werd het gebied eromheen ingericht als landschapspark.

## Smalspoor
Vanaf Station Nunspeet liep een veldspoorlijntje naar het Ronde Huis op decauvillerails. Het spoorlijntje, dat werd gekocht bij de opheffing van de lijn Breda-Ginneken, werd gebruikt om met paardenkracht zorg te dragen voor het houtvervoer uit de bossen. Er liepen in de eerste helft van de twintigste eeuw meer van dit soort veldspoortjes door de streek. Met een ponytramrijtuig werden ook passagiers voor het huis vervoerd. Aan de ligging van de paden, soms in stervorm, en aan de afgravingen of ophogingen is het spoortracé nog op diverse plaatsen in het terrein te herkennen. Op het terrein van vh Houthandel De Veluwe (nu: BMN De Veluwe) zijn anno 2013 resten van het spoor zichtbaar en voor een deel van het hekwerk om de Mythstee is gebruikgemaakt van afgedankte rails. Een van de rijtuigjes is bewaard gebleven, werd door de Pony- en Motortram 't Joppe in rijdende staat teruggebracht en bevindt zich thans bij de Stichting Rijssens Leemspoor te Rijssen.

## Werkkamp
Vanaf eind 1938 werd de "De Arend", een onderdeel van het Rotterdamse "Instituut voor de Rijpere Jeugd", door het ministerie van Sociale Zaken ingeschakeld om een werkkamp bij het Ronde Huis te vestigen. Per kwartaal werd hier een wisselende groep werkloze Rotterdamse jongens op vrijwillige basis - op jaarbasis bedroeg het aantal omstreeks 600 jongens - ingezet voor werkzaamheden in het omringende bosgebied. Zij werden gehuisvest in een complex van barakken nabij het huis. "De Arend" organiseerde voor de kampbewoners ook activiteiten op het gebied van sport, ontwikkeling en ontspanning. Tijdens de Tweede Wereldoorlog is het Ronde Huis in gebruik geweest als werkkamp van de Nederlandse Arbeidsdienst. Met 200 arbeiders werd in het bos gewerkt en werden wegen aangelegd, waaronder de Bovenweg en het traject van Het Ronde Huis naar de Eperweg. De voedingsofficier van Het Ronde Huis gaf toestemming voor clandestiene voedseltransporten, onder andere voor onderduikers van het Verscholen Dorp. Op het terrein werd in december 1944 door de Duitse "Artillerie Abteilung 709" een beschietingsinstallatie geplaatst, vanwaar V4 (de zogenaamde Rheinbote) raketten werden afgevuurd op de Antwerpse haven. Op het eind van de Tweede Wereldoorlog werden er in barakken bij het Ronde Huis evacués uit Arnhem en omgeving opgevangen.

## Naoorlogse periode en teloorgang
Na de Tweede Wereldoorlog raakte het Ronde Huis steeds verder in verval. Het huis was met een deel van het landgoed in bezit gekomen van Staatsbosbeheer. Tot 1960 werden de barakken gebruikt als een zogenaamd woon- of gezinsoord voor de opvang van zwaksociale gezinnen. In 1959 besloot het toenmalige ministerie van Maatschappelijk werk om dit gezinsoord op te heffen. Van 1961 tot 1966 werd het complex verhuurd aan de Stichting Evangelisch Herstel en Opbouw die er vakantiekampen organiseerde. Het complex heette toen 'De Boshaven'. In 1966 werd tot afbraak besloten.

## Speculaties
In 1976 en 2006 werden enkele artikelen gepubliceerd die speculatieve en sensationele verhalen verspreiden over de geschiedenis van het Ronde Huis. In 2012 werd door een werkgroep, genaamd Werkgroep "het Ronde Huis", een lokaal uitgegeven boek gepubliceerd: De geschiedenis van "Het Ronde Huis" 1902-1967, en kregen deze verhalen enige aandacht in de media. Het boek werd door de Nunspeetse historicus Ad Sulman afgedaan als methodologisch ondeugdelijk, niet-overtuigend en in geen geval wetenschappelijk. In de tijdschriften G-Geschiedenis en Skepter verschenen in de zomer van 2013 eveneens artikelen die de onderbouwing van deze speculaties ernstig in twijfel trokken. Als bron van deze verhalen wordt wijlen Johan Montenberg genoemd, amateurspoorweghistoricus en oprichter van de Pony- en Motortram 't Joppe, waar een bewaard gebleven tramrijtuigje van het Ronde Huis rondreed. 
In 2014 verscheen een boekwerk waarin wordt geopperd dat de sage van het Ronde Huis pas vorm heeft gekregen in de vele interviews die in de loop der tijd door allerlei 'onderzoekers' zijn afgenomen.

## Fictie
Almar Otten publiceerde in januari 2014 een misdaadroman getiteld Het Ronde Huis. Tezelfdertijd deed Jacob Vis een thriller het licht zien, getiteld De zwarte duivel, een bijnaam die in het boek verwijst naar het personage Frank van Vliet, de eigenaar van Het Ronde Huis. Beide auteurs lieten zich voor hun roman inspireren door alle verhalen en geruchten die over Het Ronde Huis worden verteld en geschreven.